# Johanne Vanbergen
Johanne Vanbergen, née le 10 novembre 1978, est une judokate belge qui s'aligna d'abord dans la catégorie des poids moyens (-66 kg) puis dans la catégorie des poids mi-moyens (-63 kg).

## Palmarès
Johanne Vanbergen a fait plusieurs podiums dans des tournois de World Cup.

Elle a été championne de Belgique en 1996 :
| Chpt de Belgique sénior | Chpt de Belgique sénior | 1995 | 1996 | 1997 | 1998 | 1999 | 2000 | 2001 | 2002 |
| ----------------------- | ----------------------- | ---- | ---- | ---- | ---- | ---- | ---- | ---- | ---- |
| mi-moyens               | -63 kg                  |      |      |      | 3e   | 2e   | 2e   | -    | 3e   |
| poids moyens            | -66 kg                  | 3e   | 1er  | 3e   |      |      |      |      |      |